# Juan Pablo Baylac
Juan Pablo Baylac (Bahía Blanca, 25 de enero de 1950) es un político argentino, perteneciente a la Unión Cívica Radical. Se desempeñó como diputado nacional y provincial y como vocero del presidente Fernando de la Rúa.

## Biografía
Nació en Bahía Blanca y estudió abogacía en la Universidad Nacional de La Plata.

### Concejal de Bahía Blanca
En 1983 con el regreso de la democracia Baylac es electo concejal de la mano de Juan Carlos Cabiron. Fue concejal por dos años hasta 1985.

### Diputado Provincial (1985-1989)
Baylac fue elegido diputado provincial para el periodo 1985-1989 en las Elecciones provincial Buenos Aires 1985. Al terminar su mandato como diputado provincial, Baylac decidió no ir por la reelección para buscar una banca en el congreso nacional.

### Diputado Nacional (1989-1993,1995-2003)
Fue elegido diputado nacional en las Elecciones legislativas de Argentina de 1989 para el periodo 1989-1993, luego de dos años fue nuevamente electo diputado en 1995 y reelecto por la Alianza para el Trabajo, la Justicia y la Educación (UCR-FREPASO) en 1999 el cual sería su último periodo como diputado nacional.

### Vocero Presidencial (2001)
El 11 de junio de 2001 asume la subsecretaría de comunicación de la nación remplazando a Ricardo Ostuni como vocero presidencial, Baylac explicó que la comunicación del gobierno no había sido la mejor. Ocupó el cargo por seis meses además de continuar en su banca, luego volvió a su banca de diputado hasta 2003.

### Actualidad
Actualmente ha apoyado al gobierno de Cambiemos del cual el radicalismo forma parte, con Macri como presidente (2015-2019) a quien ha defendido por las redes sociales y al gobierno de Cambiemos en la ciudad de Bahía Blanca con Héctor Gay, intendente desde 2015 hasta 2023.

#### Apoyo a Facundo Manes
Desde las Elecciones Legislativas PASO 2021, apoya a Facundo Manes quien logró 1.200.000 votos casi el 40% siendo derrotado por Diego Santilli pero logra entrar como diputado nacional.También lo apoya como candidato a presidente para 2023.
También Baylac ha mostrado su deseo que Lorenzo Juan Natali quien fue electo diputado provincial pueda ser candidato a intendente de Bahia Blanca.

## Historia Electoral

### Elecciones Concejales de Bahía Blanca 1983
| Partido                                | Votos  | Concejales |
| -------------------------------------- | ------ | ---------- |
| Unión Cívica Radical                   | 67.201 | 15         |
| Partido Justicialista                  | 38.187 | 8          |
| Movimiento de Integración y Desarrollo | 4.884  | 1          |

### Elecciones Diputados Provinciales Buenos Aires 1985
|  | 39.90 % |

|  | 26.64 % |

|  | 11.78 % |

|  | 10.41 % |

|  | 3.84 % |

|  | 3.21 % |

|  | 1.69 % |

|  | 1.06 % |

|  | 0.52 % |

|  | 0.42 % |

|  | 0.32 % |

|  | 0.22 % |

|  | 97.99 % |

|  | 1.47 % |

|  | 0.54 % |

|  | 100.00 % |

|  | 85.51 % |

### Elecciones Legislativas (Diputado Nacional) 1989
| Provincia de Buenos Aires 35 Diputados | Provincia de Buenos Aires 35 Diputados | Provincia de Buenos Aires 35 Diputados | Provincia de Buenos Aires 35 Diputados | Provincia de Buenos Aires 35 Diputados | Provincia de Buenos Aires 35 Diputados | Provincia de Buenos Aires 35 Diputados |
| Partido/Alianza                        | Partido/Alianza | Partido/Alianza | Votos                                  | %                                      | Bancas                                 | Electos |
| -------------------------------------- | --- | --- | -------------------------------------- | -------------------------------------- | -------------------------------------- | --- |
|                                        | Frente Justicialista de Unidad Popular | Frente Justicialista de Unidad Popular | 3.042.080                              | 48,37                                  | 19/35                                  | Ver electos: - Juan Alberto Maggi - Oscar Alende - Oscar Alberto Blanco - Osvaldo Borda - Luis Brunati - Juan Pablo Cafiero - Dante Alberto Camaño - Graciela Camaño - Luis María Echevarría - Roberto Carlos Fernández - Roberto Enrique Fernández - Moisés Fontela - Pedro Alberto García - Héctor Ángel Gatti - Santos Abel Hernández - Alberto Pierri - Manuel Julio Samid - Evelio Argentino Zaracho - Juan Bruno Tavano |
|                                        | Unión Cívica Radical | Unión Cívica Radical | 1.655.591                              | 26,32                                  | 10/35                                  | Ver electos: Ángel Marcelo Bassani Juan Pablo Baylac Victorio Osvaldo Bisciotti Juan José Cavallari Víctor Amador De Martino Evaristo Constantino Iglesias Juan Manuel Moure Carlos Raimundi Daniel Salvador Juan Ernesto Figueras [ b ] |
|                                        | Alianza de Centro Ver partidos de la alianza: - Unión del Centro Democrático - Partido Demócrata Progresista - Unión Conservadora - Partido Conservador Autonomista | Alianza de Centro Ver partidos de la alianza: - Unión del Centro Democrático - Partido Demócrata Progresista - Unión Conservadora - Partido Conservador Autonomista | 630.163                                | 10,02                                  | 4/35                                   | - Jorge Aguado - Federico Clérici - Ignacio Santiago García Cuerva - Federico Zamora |
|                                        | Izquierda Unida | Izquierda Unida | 305.711                                | 4,86                                   | 1/35                                   | - Luis Zamora |
|                                        | Partido Blanco de los Jubilados | Partido Blanco de los Jubilados | 269.846                                | 4,29                                   | 1/35                                   | - Juan Carlos Sabio |
|                                        | Confederación Federalista Independiente | Confederación Federalista Independiente | 190.445                                | 3,03                                   |                                        | |
|                                        | Unidad Socialista | Unidad Socialista | 151.845                                | 2,41                                   |                                        | |
|                                        | Partido Obrero | Partido Obrero | 20.381                                 | 0,32                                   |                                        | |
|                                        | Frente Humanista - Verde | Frente Humanista - Verde | 14.668                                 | 0,23                                   |                                        | |
|                                        | Partido de la Independencia | Partido de la Independencia | 4.749                                  | 0,08                                   |                                        | |
|                                        | Acción Popular | Acción Popular | 3.628                                  | 0,06                                   |                                        | |
| Votos positivos                        | Votos positivos | Votos positivos | 6.289.107                              | 97,78                                  |                                        | |
| Votos en blanco                        | Votos en blanco | Votos en blanco | 109.120                                | 1,70                                   |                                        | |
| Votos nulos                            | Votos nulos | Votos nulos | 32.830                                 | 0,51                                   |                                        | |
| Diferencia de actas                    | Diferencia de actas | Diferencia de actas | 591                                    | 0,01                                   |                                        | |
| Participación                          | Participación | Participación | 6.431.648                              | 87,07                                  |                                        | |
| Electores registrados                  | Electores registrados | Electores registrados | 7.387.108                              | 100                                    |                                        | |

### Elecciones Legislativas (Diputado Nacional) 1995
| Provincia de Buenos Aires 35 Diputados | Provincia de Buenos Aires 35 Diputados | Provincia de Buenos Aires 35 Diputados | Provincia de Buenos Aires 35 Diputados | Provincia de Buenos Aires 35 Diputados | Provincia de Buenos Aires 35 Diputados |
| Partido/Alianza                        | Partido/Alianza | Votos                                  | %                                      | Bancas                                 | Electos |
| -------------------------------------- | --- | -------------------------------------- | -------------------------------------- | -------------------------------------- | --- |
|                                        | Alianza Frente Justicialista Federal Ver partidos de la alianza: - Partido Justicialista - Celeste y Blanco - Confederación Laborista - Partido Conservador Popular - Fuerza Republicana - Partido Popular Cristiano Bonaerense | 3.345.634                              | 51,92                                  | 20/35                                  | Ver electos: - Raúl Ángel Álvarez Echagüe - César Arias - Alfredo Atanasof - Leticia Bianculli - Eduardo Camaño - José Luis Castillo - Fernando N. Galmarini - Norma Godoy - Diana Bárbara Gutiérrez - Héctor Lence - Elsa Isabel López - Luis Manuel Obarrio - Lorenzo Pepe - Juan Carlos Pezoa - Juan Carlos Piriz - Pascual Ángel Rampi - Irma Roy - Rosa Ester Tulio - Juan Manuel Valcárcel - Juan Carlos Veramendi |
|                                        | Alianza Frente País Solidario Ver partidos de la alianza: - Partido Demócrata Cristiano - Encuentro Popular - Partido Intransigente - Movimiento por la Justicia Social - Partido Socialista Popular                            | 1.549.750                              | 24,05                                  | 9/35                                   | Ver electos: - Marcela Antonia Bordenave - Juan Pablo Cafiero - Héctor Ángel Gatti - Carlos Raimundi - Rodolfo Rodil - Mary Sánchez - Alfredo Horacio Villalba - María Virginia Goñi - Juan Carlos Olima |
|                                        | Unión Cívica Radical | 1.157.597                              | 17,97                                  | 6/35                                   | Ver electos: - Alfredo Allende - María del Carmen Banzas de Moreau - Juan Pablo Baylac - Melchor René Cruchaga - Pedro Alfredo Dufou - Néstor M. Saggese |
|                                        | Movimiento por la Dignidad y la Independencia | 154.554                                | 2,40                                   |                                        | |
|                                        | Alianza Sur Ver partidos de la alianza: - Partido Comunista - Frente para la Democracia Avanzada | 38.032                                 | 0,59                                   |                                        | |
|                                        | Unión del Centro Democrático | 36.491                                 | 0,57                                   |                                        | |
|                                        | Partido Socialista Auténtico | 27.166                                 | 0,42                                   |                                        | |
|                                        | Movimiento por el Socialismo y el Trabajo | 22.564                                 | 0,35                                   |                                        | |
|                                        | Partido Obrero | 16.477                                 | 0,26                                   |                                        | |
|                                        | Movimiento al Socialismo | 15.832                                 | 0,25                                   |                                        | |
|                                        | Solidaridad | 15.406                                 | 0,24                                   |                                        | |
|                                        | Partido Demócrata Progresista | 15.258                                 | 0,24                                   |                                        | |
|                                        | Partido Renovador de la Provincia de Buenos Aires | 13.414                                 | 0,21                                   |                                        | |
|                                        | Movimiento Azul y Blanco | 12.091                                 | 0,19                                   |                                        | |
|                                        | Partido Laborista | 10.486                                 | 0,16                                   |                                        | |
|                                        | Corriente Patria Libre | 9.170                                  | 0,14                                   |                                        | |
|                                        | Partido Federal | 3.241                                  | 0,05                                   |                                        | |
|                                        | Fuerza Modernista | 404                                    | 0,01                                   |                                        | |
|                                        | Alianza Frente para la Conciencia Patriótica Ver partidos de la alianza: - Partido Demócrata Conservador - Movimiento Popular Bonaerense - Partido Nacionalista Constitucional                                                  | 5                                      | 0,00                                   |                                        | |
| Votos positivos                        | Votos positivos | 6.443.572                              | 93,43                                  |                                        | |
| Votos en blanco                        | Votos en blanco | 420.387                                | 6,10                                   |                                        | |
| Votos nulos                            | Votos nulos | 32.963                                 | 0,48                                   |                                        | |
| Participación                          | Participación | 6.896.922                              | 84,00                                  |                                        | |
| Electores registrados                  | Electores registrados | 8.210.240                              | 100                                    |                                        | |

### Elecciones Legislativas (Diputado Nacional) 1999
|  | 43.30 % |

|  | 36.69 % |

|  | 4.99 % |

|  | 41.68 % |

|  | 7.19 % |

|  | 4.08 % |

|  | 0.92 % |

|  | 0.79 % |

|  | 0.69 % |

|  | 0.32 % |

|  | 0.31 % |

|  | 0.29 % |

|  | 0.28 % |

|  | 0.16 % |

|  | 92.68 % |

|  | 6.56 % |

|  | 0.75 % |

|  | 100.00 % |

|  | 84.93 % |